# Marina Viotti
Marina Viotti (nacida el 30 de abril de 1986) es una mezzosoprano suiza-francesa.

## Primeros años
Marina Viotti nació el 30 de abril de 1986 en Lausana, en el Cantón de Vaud. De nacionalidad franco-suiza, es hija del director de orquesta suizo Marcello Viotti y de la violinista francesa Marie-Laurence Geneviève Jacqueline Bret, y hermana del director de orquesta Lorenzo Viotti. Tiene un hermano menor, Alessandro, trompista en la Ópera de Lyon, y una hermana menor, Milena, también trompista en la Ópera de Múnich. Pasó su infancia en diversos lugares, especialmente en Lorena. Tras la muerte de su padre en 2005, se trasladó a Lyon con su familia.

## Carrera musical
Después de graduarse con un diploma de flauta en 2000, Viotti ha actuado en varios géneros musicales, incluidos el jazz, el gospel y el metal. También estudió literatura y filosofía y asistió a la escuela de negocios en Marsella antes de mudarse a Viena en 2011 para formarse en canto de ópera con Heidi Brunner. En 2013, se unió a la clase de Brigitte Balleys en la HEMU en Lausana, donde obtuvo un diploma de solista. Viotti, mezzosoprano titulada, continuó luego sus estudios con Raúl Giménez en Barcelona.
Durante su carrera en solitario, Viotti fue contratada por las Óperas de Lausana, Zúrich y Múnich, así como por el Teatro de Lucerna. En 2015 ganó el Premio Internacional Belcanto en el Festival Rossini de Wildbad y, al año siguiente, recibió el Tercer Premio en el Concurso Internacional de Música de Ginebra. También ha recibido varias becas, incluida la Beca Leenaards en 2016. En 2017 ganó el primer premio en el concurso Kattenburg en Lausana. En 2018, fue nombrada finalista en la Competencia Operalia y fue nombrada Cantante Joven del Año en los Premios Internacionales de Ópera en 2019. En 2022 recibió el Premio de Música Suiza de la Oficina Federal de Cultura.
En 2023, Viotti ganó el Premio Victoria de la Música Clásica en la categoría de «Artista Olímpica del Año». También participó en la segunda jornada de la 36.ª edición de «Un violon sur le sable» (El violinista en la arena), el martes 25 de julio de 2023.
El 26 de julio de 2024, Viotti participó en uno de los actos de la ceremonia de apertura de los Juegos Olímpicos de Verano de 2024 en París junto a la banda Gojira, interpretando una adaptación metalera de la canción revolucionaria «Ah! ça ira», titulada «Mea Culpa», que incorpora un extracto de «L'amour est un oiseau rebelle».
El 2 de febrero de 2025, Viotti ganó el premio Grammy a la mejor interpretación de metal por "Mea Culpa (Ah! Ça ira!)", una colaboración con Gojira y Victor Le Masne, en la 67.ª ceremonia en Los Ángeles. Es la primera mujer en ganar un premio en esta categoría desde su creación.